# Vipera latifii
La víbora Latifi o víbora Iraní de valle (Vipera latifii) es una víbora endémica de Irán. No se reconoce ninguna subespecie.

## Descripción
Los adultos machos pueden llegar a alcanzar una longitud de 78 cm, mientras que las hembras 70 cm.
Holotipo: SMF 62585.

## Distribución Geográfica
Irán: Valle alto del Lar, en las montañas Elburz. La localidad está listada como "Hochtal von Lar (2180-2900 m Höhe), südwestlisch des Demavend-Gipfels im Elburs-Gebirge, nordöstlich von Tehran, Iran" [Valle alto del Lar (2180-2900 m), suroeste del pico Demavend en las montañas Elburz, noroeste de Teherán, Irán].

## Estado de Conservación
Esta especie está clasificada como Vulnerable (VU) de acuerdo a la lista roja de especies amenazadas publicada por la IUCN. Esto indica que esta especie no se encuentra en una extensión mayor a 20,000 km², o que el área de ocupación está estimado a ser menor que 2,000 km². 
Los estimativos indican que la población total está severamente fragmentada o que presumiblemente no se localiza en mś de 10 lugares diferentes. Quizás se infiere, observa o proyecta una disminución continua de la población en el área. Año: 1996.

## Hábitat
Hábitats rocosos entre los 2180-2900 m de altitud.